# Иван Дреников
Иван Дреников е български пианист. През 2008 г. е избран за професор.
Учи при Панка Пелишек и Панчо Владигеров, а 18 годишен получава наградата на Международния конкурс за млади пианисти „Феручо Бузони“. След това е Хердеров стипендиант във Виена, оттам в Рим, в академията „Санта Чечилия“. Привлича вниманието на световноизвестния италиански пианист Артуро Бенедети Микеланджели.
През седемдесетте години на XX век Иван Дреников специализира и при Алексис Вайсенберг в Париж. Работил е и като щатен солист на Софийската филхармония и Оркестъра на Българското национално радио. Изнася концерти в редица европейски градове и журира на международни клавирни конкурси. Президент е на фондация „Почитатели на Микеланджели“. Професор е по пиано в Националната музикална академия „Панчо Владигеров“ в София.
Дреников е брат на Андрей Дреников и най-младият народен артист (1986) сред българските изпълнители. Носител е на множество български и международни отличия:
- орден „Кирил и Методий“ първа степен
- престижната награда на УНИЦЕФ „за изключителен принос в изпълнителското изкуство“
- награда „Феручо Бузони“

През 2006 г. в САЩ е издаден компактдиск с изпълнения на Дреников и оркестъра на БНР.